# Proto-euphratéen
Le proto-euphratéen a été considéré par certains assyriologues (par exemple Samuel Noah Kramer) comme une langue-substrat du peuple qui a introduit l’agriculture dans le sud d'Irak au début du période d'Obeïd (5300-4700 av. J.C.).
Benno Landsberger et d’autres assyriologues ont fait valoir qu’en examinant la structure des noms de professions, ainsi que des toponymes et hydronymes de la langue sumérienne, on peut suggérer qu’il y avait un peuple dans la région qui parlait une langue tout à fait différente, souvent appelée proto-euphratéen. Les mots « agriculteur », « forgeron », « charpentier », « datte » aussi ne semblent pas être sumériens ou sémites d’origine.
Dans la linguistique post-soviétique cette langue hypothétique est souvent appelée « la langue bananique » en raison d’une caractéristique de plusieurs noms de personnes utilisés dans les textes sumériens, c’est-à dire, le redoublement de syllabes (comme dans le mot anglais banana) : Inanna, Zababa, Chuwawa, Bunene, etc. L’hypothèse a été proposée par Igor Diakonov (en) et Vladislav Ardzinba qui ont identifié cette langue avec le substrat de la culture samarrienne.
Rubio a contesté l’hypothèse de substrat, en faisant valoir qu’il existe des preuves de l’emprunt de plus d’une langue. Cette théorie est maintenant prédominante dans le domaine (Piotr Michalowski, Gerd Steiner, etc.)